# Metrica
La metrica è la struttura ritmica di un componimento poetico, descritta attraverso la lunghezza, tipo e accentuazione dei versi e del tipo di rime utilizzate: la critica letteraria, analizzando una parte significativa della produzione poetica di una certa cultura, stabilisce dei canoni, delle categorie ricorrenti e significative, che classificano la composizione dei versi e delle strofe. In linguistica lo studio dei metri e della versificazione viene detto prosodia. In senso più ampio la prosodia si occupa dello studio della struttura metrica dei componimenti poetici, estendendosi allo studio degli aspetti ritmici della prosa, sia formale che informale, con le sue variazioni da lingua a lingua e anche comparativamente tra stili e tradizioni poetiche differenti.
In greco ed in latino era fondata sulla quantità (brevità, o lunghezza) delle sillabe (metrica quantitativa); nelle moderne lingue anglosassoni si basa su rima e alternanza degli accenti (metrica accentuativa); nelle lingue romanze su rime, accenti e numero delle sillabe.
Sempre con il termine metrica si indica anche la branca della scienza filologica che si occupa dello studio di queste strutture.